# 16e étape du Tour d'Italie 2012
La 16e étape du Tour d'Italie 2012 se déroulera le mardi 22 mai 2012, entre les villes de Limone sul Garda et Falzes sur 173 km.

## Classement de l'étape
|    | Coureur              | Pays     | Équipe                       |    | Temps           |
| -- | -------------------- | -------- | ---------------------------- | -- | --------------- |
| 1  | Ion Izagirre         | Espagne  | Euskaltel-Euskadi            | en | 4 h 02 min 00 s |
| 2  | Alessandro De Marchi | Italie   | Androni Giocattoli-Venezuela | +  | 16 s            |
| 3  | Stef Clement         | Pays-Bas | Rabobank                     |    | 16 s            |
| 4  | Mathias Frank        | Suisse   | BMC Racing                   |    | 19 s            |
| 5  | José Herrada         | Espagne  | Movistar                     |    | 21 s            |
| 6  | Manuele Boaro        | Italie   | Saxo Bank                    |    | 37 s            |
| 7  | Matthias Brändle     | Autriche | NetApp                       |    | 43 s            |
| 8  | Nikolas Maes         | Belgique | Omega Pharma-Quick Step      |    | 45 s            |
| 9  | Lars Ytting Bak      | Danemark | Lotto-Belisol                |    | 45 s            |
| 10 | Luca Mazzanti        | Italie   | Farnese Vini-Selle Italia    |    | 48 s            |

## Classement général
|    | Coureur           | Pays     | Équipe                  |    | Temps            |
| -- | ----------------- | -------- | ----------------------- | -- | ---------------- |
| 1  | Joaquim Rodríguez | Espagne  | Katusha                 | en | 69 h 22 min 04 s |
| 2  | Ryder Hesjedal    | Canada   | Garmin-Barracuda        | +  | 30 s             |
| 3  | Ivan Basso        | Italie   | Liquigas-Cannondale     |    | 1 min 22 s       |
| 4  | Paolo Tiralongo   | Italie   | Astana                  |    | 1 min 26 s       |
| 5  | Roman Kreuziger   | Tchéquie | Astana                  |    | 1 min 27 s       |
| 6  | Michele Scarponi  | Italie   | Lampre-ISD              |    | 1 min 36 s       |
| 7  | Beñat Intxausti   | Espagne  | Movistar                |    | 1 min 42 s       |
| 8  | Sergio Henao      | Colombie | Sky                     |    | 1 min 55 s       |
| 9  | Dario Cataldo     | Italie   | Omega Pharma-Quick Step |    | 2 min 12 s       |
| 10 | Sandy Casar       | France   | FDJ-BigMat              |    | 2 min 13 s       |

## Classements annexes

### Classement par points
|   | Cycliste          | Pays        | Équipe           | Points |
| - | ----------------- | ----------- | ---------------- | ------ |
| 1 | Mark Cavendish    | Royaume-Uni | Sky              | 110    |
| 2 | Joaquim Rodríguez | Espagne     | Katusha          | 84     |
| 3 | Ryder Hesjedal    | Canada      | Garmin-Barracuda | 56     |

### Classement du meilleur grimpeur
|   | Cycliste         | Pays       | Équipe                    | Points |
| - | ---------------- | ---------- | ------------------------- | ------ |
| 1 | Matteo Rabottini | Italie     | Farnese Vini-Selle Italia | 41     |
| 2 | Michał Gołaś     | Pologne    | Omega Pharma-Quick Step   | 34     |
| 3 | Andrey Amador    | Costa Rica | Movistar                  | 28     |

### Classement du meilleur jeune
|   | Cycliste           | Pays     | Équipe           |    | Temps            |
| - | ------------------ | -------- | ---------------- | -- | ---------------- |
| 1 | Sergio Henao       | Colombie | Sky              | en | 69 h 23 min 59 s |
| 2 | Rigoberto Urán     | Colombie | Sky              | +  | 1 min 01 s       |
| 3 | Gianluca Brambilla | Italie   | Colnago-CSF Inox |    | 2 min 50 s       |

### Classement par équipes

#### Classement au temps
|   | Équipe     | Pays       |    | Temps             |
| - | ---------- | ---------- | -- | ----------------- |
| 1 | Movistar   | Espagne    | en | 206 h 52 min 22 s |
| 2 | Astana     | Kazakhstan | +  | 8 min 46 s        |
| 3 | BMC Racing | États-Unis |    | 9 min 24 s        |

#### Classement aux points
|   | Équipe          | Pays        | Points |
| - | --------------- | ----------- | ------ |
| 1 | Garmin-Barrcuda | États-Unis  | 250    |
| 2 | Sky             | Royaume-Uni | 230    |
| 3 | Katusha         | Russie      | 214    |

## Abandon
- Stefano Locatelli (Colnago-CSF Inox) : non-partant